# Ondine Achampong
Ondine Achampong (Kings Langley, 10 febbraio 2004) è una ginnasta britannica, vice campionessa del mondo con la squadra nel 2022.

## Carriera

### Carriera junior: 2018-2019
Nel 2018 ha partecipato ai Campionati europei di Glasgow contribuendo alla medaglia di bronzo della squadra britannica. L'anno seguente ha partecipato al Festival della Gioventù europea, conquistando un oro alla trave, un argento nell'all-around e un bronzo con la squadra.

### Carriera senior: 2020-2022
Nel 2020 partecipa alla tappa di Coppa del mondo di Melbourne, vincendo l'argento alla trave.
Nel 2021 partecipa ai Campionati britannici, a novembre, vincendo l'oro nell'all around, l'argento alle parallele e alla trave, e il bronzo al corpo libero.
Nel 2022, a marzo, vince l'argento nell'all around ai Campionati britannici e viene selezionata per partecipare ai Giochi del Commonwealth. In questa competizione vince l'oro con la squadra inglese e l'argento nell'all around e al corpo libero. Viene selezionata per rappresentare la Gran Bretagna ai Campionati europei, che si terranno a Monaco dall'11 al 14 agosto.